# Димитрије Данић
Димитрије Данић (Београд, 21. јануар 1862 — Београд, 21. март 1932) је био српски математичар, професор Војне академије, први Србин доктор математичких наука.

## Биографија
Рођен је од оца Данила Данића и Катарине, рођене Симић.
Докторирао је у Јени 1885. године, са титулом доктора филозофије. Тема доктората је била Конформно пресликавање елиптичног параболида на раван. Године 1885. одлучено је да као професор за вишу математику остане Димитрије Нешић, а за наставника новоосноване катедре за нижу математику расписан је конкурс на који су се пријавила четири кандидата. Веће Природно-математичког одсека предложило је првог дотора математичких наука код нас Димитрија Данића, али га Академски савет Велике школе није изабрао. Ипак га је Министарство просвете поставило у звање хонорарног професора 1886. године. Као приправници у настави су помагали Петар Вукићевић и Ђорђе Петровић, који су 1887. године завршили са одличним успехом Природно-математички одсек Велике школе. Обојица су ускоро отишли на специјализацију. Ђорђе Петровић докторира 1893. у Бечу, а Петар Вукићевић у Берлину 1894. године. 
Године 1887. поново је расписан конкурс са професора ниже математике. Од пријављена три кандидата, међу којима је био и Димитрије Данић, изабран је Богдан Гавриловић. Димитрије Данић је касније предавао математику на Војној академији и био је писац познатих уџбеника.